# Şemsettin Günaltay
Şemsettin Günaltay est un homme politique turc né en 1883 à Kemaliye et mort le 19 octobre 1961 à Istanbul, est un homme d'État turc. Il est Premier ministre de la Turquie entre le 16 janvier 1949 et le 22 mai 1950.